# Omer Escalante
Omer Escalante (Barranquilla, Atlántico; 15 de abril de 1991) es un futbolista colombiano. Juega de defensa y actualmente no tiene equipo.
Ostenta el récord de ser el  futbolista con más partidos disputados en el Bogotá F. C.[cita requerida]

## Clubes
| Club         | País     | Año         |
| ------------ | -------- | ----------- |
| Bogotá F. C. | Colombia | 2011 - 2017 |
| Tigres F. C. | Colombia | 2017        |

## Estadísticas
| Club                    | Div.       | Temporada | Liga  | Liga  | Copa Nacional | Copa Nacional | Copa Internacional | Copa Internacional | Total | Total |
| Club                    | Div.       | Temporada | Part. | Goles | Part.         | Goles         | Part.              | Goles              | Part. | Goles |
| ----------------------- | ---------- | --------- | ----- | ----- | ------------- | ------------- | ------------------ | ------------------ | ----- | ----- |
| Bogotá F. C. · Colombia |            |           |       |       |               |               |                    |                    |       |       |
| 2ª                      | 2011       | 20        | 0     | 4     | 0             | —             | —                  | 24                 | 0     |       |
| 2ª                      | 2012       | 18        | 0     | 10    | 0             | —             | —                  | 28                 | 0     |       |
| 2ª                      | 2013       | 32        | 0     | 7     | 0             | —             | —                  | 39                 | 0     |       |
| 2ª                      | 2014       | 30        | 0     | 7     | 0             | —             | —                  | 37                 | 0     |       |
| 2ª                      | 2015       | 23        | 0     | 4     | 0             | —             | —                  | 27                 | 0     |       |
| 2ª                      | 2016       | 31        | 1     | 3     | 0             | —             | —                  | 34                 | 1     |       |
| 2ª                      | 2017       | 3         | 0     | 0     | 0             | —             | —                  | 3                  | 0     |       |
| Total club              | Total club | 157       | 1     | 35    | 0             | 0             | 0                  | 192                | 1     |       |